# Радиоприёмник
Радиоприёмник (сокр. приёмник, разг. радио) — устройство, соединяемое с антенной и служащее для осуществления радиоприёма, то есть для выделения сигналов из радиоизлучения. 
Под радиоприёмным устройством понимают радиоприёмник, снабжённый антенной, а также средствами обработки принимаемой информации и воспроизведения её в требуемой форме (визуальной, звуковой, в виде печатного текста и т. п.). Во многих случаях антенна и средства воспроизведения конструктивно входят в состав радиоприёмника. Радиоприёмное устройство выполняет пространственную и поляризационную селекцию радиоволн и их преобразование в электрические радиосигналы (напряжение, ток) с помощью антенны, преобразование по частоте, выделение полезного радиосигнала из совокупности других (мешающих) сигналов и помех, действующих на выходе приёмной антенны и не совпадающих по частоте с полезным сигналом, усиление, преобразование полезного радиосигнала к виду, позволяющему использовать содержащуюся в нём информацию. Формально радиоприёмные устройства относят к радиостанциям, хотя такая классификация редко встречается на практике.

## Классификация радиоприёмников
Радиоприёмные устройства делятся по следующим признакам:
- по основному назначению: радиовещательные, телевизионные, связные, пеленгационные, радиолокационные, для систем радиоуправления, измерительные и др.;
- по роду работы: радиотелеграфные, радиотелефонные, фототелеграфные и т. д.;
- по виду модуляции, применяемой в канале связи: амплитудная, частотная, фазовая, однополосная (разные виды), импульсная (разные виды);
- по диапазону принимаемых волн, согласно рекомендациям МККР:
  - мириаметровые волны — 100-10 км, (3 кГц-30 кГц), СДВ
  - километровые волны — 10-1 км, (30 кГц-300 кГц), ДВ
  - гектометровые волны — 1000—100 м, (300 кГц-3 МГц), СВ
  - декаметровые волны — 100-10 м, (3 МГц-30 МГц), КВ
  - метровые волны — 10-1 м, (30 МГц-300 МГц), УКВ
  - дециметровые волны — 100-10 см, (300 МГц-3 ГГц), ДМВ
  - сантиметровые волны — 10-1 см, (3 ГГц-30 ГГц), СМВ
  - миллиметровые волны — 10-1 мм, (30 ГГц-300 ГГц), ММВ
  - приёмник, включающий все широковещательные диапазоны (ДВ, СВ, КВ, УКВ) называют всеволновым.
- по принципу построения приёмного тракта: детекторные, прямого усиления, прямого преобразования, регенеративные, сверхрегенераторы, супергетеродинные с однократным, двукратным или многократным преобразованием частоты;
- по способу обработки сигнала: аналоговые и цифровые;
- по применённой элементной базе: на кристаллическом детекторе, ламповые, транзисторные, на микросхемах;
- по исполнению: автономные и встроенные (в состав др. устройства);
- по месту установки: стационарные, бортовые, носимые;
- по способу питания: сетевое, автономное или универсальное.

## Основные характеристики
- чувствительность
- избирательность (селективность)[6][7]
- уровень собственных шумов[8]
- динамический диапазон
- помехоустойчивость
- стабильность

## Принцип работы
В самом общем виде принцип работы радиоприёмника выглядит так:
- колебания электромагнитного поля (смесь полезного радиосигнала и помех разного происхождения) наводят в антенне переменный электрический ток;
- полученные таким образом электрические колебания фильтруются для отделения требуемого сигнала от нежелательных (помех);
- сигнал демодулируется, то есть из него выделяется (детектируется) заключённая в нём полезная информация;
- полученный в результате сигнал преобразуется в вид, пригодный для использования: звук, изображение на экране телевизора, поток цифровых данных, непрерывный или дискретный сигнал для управления исполнительным устройством (например, телетайпом или рулевой машиной) и т. д.

В зависимости от конструкции приёмника сигнал в его тракте может проходить, кроме детектирования, многоэтапную обработку: фильтрацию по частоте и амплитуде, усиление, преобразование частоты (сдвиг спектра), оцифровку с последующей программной обработкой и преобразованием в аналоговый вид.

## История
В 1887 году немецкий физик Генрих Герц построил искровой передатчик радиоволн (радиопередатчик) с катушкой Румкорфа и полуволновой дипольной передающей антенной (первый в мире радиопередатчик радиоволн) и искровой приёмник радиоволн (первый в мире радиоприёмник), осуществил первую в мире радиопередачу и радиоприём радиоволн, доказал существование радиоволн, предсказанное Максвеллом и Фарадеем и изучил некоторые основные свойства радиоволн (прохождение, поглощение, отражение, преломление, интерференция, стоячая волна и др.).
14 августа 1894 года Лодж и Александр Мирхед на заседании Британской ассоциации содействия развитию науки в Оксфордском университете произвели первую успешную демонстрацию радиотелеграфии. В ходе демонстрации радиосигнал азбуки Морзе был отправлен из лаборатории в соседнем Кларендоновском корпусе и принят аппаратом на расстоянии 40 м — в театре Музея естественной истории, где проходила лекция. Изобретённый Лоджем радиоприёмник — «Прибор для регистрации приёма электромагнитных волн» — содержал кондуктор (когерер), источник тока, реле и гальванометр. Когерер представлял собой стеклянную трубку, набитую металлическими опилками («трубка Бранли»), которые для восстановления чувствительности к «волнам Герца» следовало периодически встряхивать; для этой цели использовался электрический звонок или механизм с молоточком-зацепом (собственно, этой комбинации трубки с «прерывателем»-трамблёром Лодж и дал название «когерер»).
В СССР датой рождения радио считалось 7 мая 1895 года, когда А. С. Попов продемонстрировал радиоприёмник (грозоотметчик) на заседании Русского физико-химического общества. Первая публикация сообщения о «разрядоотметчике Попова» сделана Д. А. Лачиновым во втором издании его учебника «Метеорология и климатология» (июль 1895).
В 1899 г. при участии А. С. Попова и П. Н. Рыбкина построена первая практическая линия радиосвязи протяжённостью 45 км, которая соединяла остров Гогланд и город Котка. Она использовалась в операции по спасению севшего на камни у Гогланда русского броненосца «Генерал-Адмирал Апраксин». По этой же линии впервые в мире была организована передача сигналов точного времени.
В период Первой мировой войны начинают применяться электронные лампы и получает развитие приёмник прямого усиления.
В 1917—1918 гг. во Франции (Л. Леви), в Германии (В. Шоттки) и в США (Э. Армстронг) был предложен принцип супергетеродинного приёма. Из-за несовершенства тогдашних электронных ламп супергетеродин не мог быть качественно реализован.
В 1929—1930 гг. с появлением радиоламп с экранной сеткой (тетродов и пентодов) супергетеродинный приёмник становится основным типом.
В 1950—1960-х годах распространяются транзисторные радиоприёмники.
В 1952—1953 годах немецкий физик Герберт Матаре выпустил в Германии, при поддержке промышленника Якоба Михаэля, опытную партию «транзистронов» (точечный транзистор) и представил публике первый радиоприёмник на четырёх транзисторах.
Первый в мире коммерческий полностью транзисторный приёмник Regency TR-1 поступил в продажу в США через год, в ноябре 1954 г.
С середины 1970-х годов начинается широкое применение в приёмниках интегральных микросхем.
В настоящее время радиоприёмники развиваются методом большой интеграции узлов структурной схемы и широкого применения цифровой обработки сигналов.
- «Грозоотметчик» А. С. Попова (1895) — прообраз радиоприёмника
- Детекторный приёмник, 1914 г.
- Радиовещательный приёмник эпохи ар деко (1931 г.), оформленный в «кафедральном» стиле
- Автомобильный приёмник 1940-х гг.
- Авиационный связной приёмник времён Второй мировой войны
- Морской пеленгационный приёмник времён Второй мировой войны
- Настольный вещательный приёмник, 1961 г.
- Устройство типичного карманного приёмника 1960-х гг.
- Карманный всеволновый радиоприёмник, 1990-е гг.
- Современный связной приёмник
- Приёмник системы радиоуправления (внизу) с аккумуляторной батареей и исполнительным механизмом — рулевой машинкой.
- Радиомикрофон со специальным радиоприёмником
- Радиоприёмник с фиксированной настройкой на одну радиостанцию и питанием от солнечной батареи — такие бесплатно раздают миссионеры в слаборазвитых странах, чтобы паства могла слушать проповеди в любое время.[10][11]